# Francesco Colonna
Francesco Colonna (ca. 1433 – ca. 1527) is waarschijnlijk de Italiaanse auteur van De droom van Poliphilo of de Hypnerotomachia Poliphili. Dit boek uit 1499, een voorbeeld van Italiaanse romantische, lyrische poëzie, vertelt de zoektocht van Poliphilo naar zijn geliefde Polia. Hoewel het boek een roman is, is het vooral van groot belang in de architectuurtheorie.

## Biografie
De naam Francesco Colonna is vooral bekend door de Hypnerotomachia Poliphili, een roman uit de vroeg-Italiaanse renaissance. Colonna wordt algemeen beschouwd als de auteur van dit belangrijke boek, hoewel er in de kunstgeschiedenis nog veel discussie over bestaat. Over het leven van Colonna is zeer weinig bekend. Hij werd waarschijnlijk geboren in 1433. Hoewel hij broeder was in het dominicanenklooster van Santi Giovanni e Paelo te Venetië, leefde hij een onstuimig leven. Wanneer hij intrad, is niet bekend, wel weet men dat hij in 1473 ingeschreven was aan de Universiteit van Padua om theologie te studeren. In 1477 werd Colonna om een onbekende reden uit het klooster weggezonden. Hij kreeg van de generaal van de dominicaner orde tien dukaten als afgestudeerde magister. Dit geld gebruikte hij om een boek te laten drukken. In de jaren die daarop volgden, was hij prediker in de basiliek van San Marco. In 1515 trok hij weer in een klooster in, waar hij op circa vierennegentigjarige leeftijd overleed.

## Werken
Francesco Colonna schreef enkel de Hypnerotomachia Poliphili (1499). Ike Cialona bezorgde in 2006 de eerste Nederlandse vertaling ervan.
- Bibsys: 90388175
- Biblioteca Nacional de España: XX1109140
- Bibliothèque nationale de France: cb12027130r (data)
- Catàleg d'autoritats de noms i títols de Catalunya: 981058526594106706
- CiNii: DA02141513
- Gemeinsame Normdatei: 118521624
- International Standard Name Identifier: 0000 0001 2283 4258
- Library of Congress Control Number: n50031196
- Bibliotheek van het Japanse parlement: 001311159
- Nationale Bibliotheek van Tsjechië: xx0239411
- Nationale bibliotheek van Australië: 35047380
- Nationale Bibliotheek van Israël: 987007259934805171
- Nederlandse Thesaurus van Auteursnamen: 06879648X
- Réseau des bibliothèques de Suisse occidentale: 02-A003120293
- Istituto Centrale per il Catalogo Unico: CFIV027440
- Système universitaire de documentation: 028435400
- Trove: 811278
- Virtual International Authority File: 49225633
- WorldCat: E39PBJxWXvKTtwRRwyT9hMCRKd